# 和歌山県道159号海南吉備線
和歌山県道159号海南吉備線（わかやまけんどう159ごう かいなんきびせん）は、和歌山県海南市から有田郡有田川町に至る一般県道である。

## 概要
海南市藤白から有田郡有田川町大字小島に至る。
起点付近を除いて、国道42号、熊野古道ならびに阪和自動車道よりも東側を通る。このため、起点の場所こそ熊野古道を連想させるものの、熊野古道との重複はほとんどない。全線にかけて狭隘路が多く、地元住民など歩行者の利用が目立つ。海南市側では狭隘路となっている。

### 路線データ
- 起点：和歌山県海南市藤白（藤白神社入口交差点、国道42号交点、阪和自動車道 海南IC）
- 終点：和歌山県有田郡有田川町大字小島（小島交差点、国道42号交点）
- 実延長：17.3 km

## 路線状況
起点の藤白神社入口から、約50 mほど旧熊野街道を大阪方面へ進み、狭い道に入って山の麓付近に向かう。車止めのあるJR西日本紀勢本線の踏切を過ぎ、藤白神社の鈴木屋敷の横を通って熊野古道（小栗街道・上熊野街道）と交わる。阪和自動車道の下をくぐって少し行くと車道が途切れているので、そのすぐ手前で分岐するあぜ道に入る。そこから峠を越え、加茂川沿いの海南市下津町引尾（加茂川沿い）で和歌山県道166号興加茂郷停車場線と合流するまでの区間は点線県道区間が大半を占める。峠の北側は路肩崩壊を伴いつつも登山道として機能しているほか、峠より少し南側の区間は基幹農道と重複しているため車が通行できるが、さらに南の区間は代替となる生活道路が近辺に並行しているため、獣道と化した区間がある。
そして、少しの間だけ和歌山県道166号興加茂郷停車場線と重複しながら、川に沿って上った後で分かれ、さらに山を上り百垣内地区を経て、有田川町田角地区に至っている。
その後は川に沿って山を下り、同町田殿において国道480号と合流している。これより先は他の区間とは対照的に道が比較的広い。現道は、国道480号との合流地点から少しだけ重複して有田市方面に向かい、田殿バイパス北詰交差点で国道と分かれた後、阪和自動車道沿いの野田交差点を過ぎた辺りまで、比較的走りやすい2車線道となっている。その後、1.5車線で南下すると、野田南交差点で2車線道の和歌山県道22号吉備金屋線と交わるが、紛らわしいことに右折ではなく直進である。直進すると1車線の南行き一方通行となり、JR西日本紀勢本線の高架下をくぐった直後に、和歌山県道22号吉備金屋線と信号のない交差点で再び接続している。その三差路の交差点を鋭角に右折し、和歌山県道22号吉備金屋線と短い重複の後、天満川に沿って川を下っていくと、国道42号と接続する終点である。

### 重複区間
- 和歌山県道166号興加茂郷停車場線（海南市下津町引尾）
- 和歌山県道165号引尾下津線（海南市下津町引尾 - 海南市下津町百垣内）
- 国道480号（有田郡有田川町大字井口・田殿橋北詰交差点 - 有田郡有田川町大字大谷・田殿大橋北詰交差点）
- 和歌山県道22号吉備金屋線（有田郡有田川町大字明王寺・野田南交差点 - 有田郡有田川町大字明王寺・明王寺東交差点）

### 道路施設

#### 橋梁
- 田殿大橋（有田川、有田郡有田川町）
- 鳥尾川橋（鳥尾川、有田郡有田川町）

## 地理

### 通過する自治体
- 和歌山県
  - 海南市 - 有田郡有田川町

### 交差する道路
| 交差する道路                                                                        | 市町村名 | 市町村名 | 交差する場所 | 交差する場所                        |
| ----------------------------------------------------------------------------------- | -------- | -------- | ------------ | ----------------------------------- |
| E42 阪和自動車道 国道42号                                                           | 海南市   | 海南市   | 藤白         | 藤白神社入口交差点 / 起点 23 海南IC |
| 和歌山県道166号興加茂郷停車場線 重複区間起点                                        | 海南市   | 海南市   | 下津町引尾   |                                     |
| 和歌山県道165号引尾下津線 重複区間起点 和歌山県道166号興加茂郷停車場線 重複区間終点 | 海南市   | 海南市   | 下津町引尾   |                                     |
| 和歌山県道165号引尾下津線 重複区間終点                                              | 海南市   | 海南市   | 下津町百垣内 |                                     |
| 国道480号 重複区間起点                                                              | 有田郡   | 有田川町 | 大字井口     | 田殿橋北詰交差点                    |
| 国道480号 重複区間終点                                                              | 有田郡   | 有田川町 | 大字大谷     | 田殿大橋北詰交差点                  |
| 和歌山県道22号吉備金屋線 重複区間起点                                               | 有田郡   | 有田川町 | 大字明王寺   | 野田南交差点                        |
| 和歌山県道22号吉備金屋線 重複区間終点                                               | 有田郡   | 有田川町 | 大字明王寺   | 明王寺東交差点                      |
| 国道42号                                                                            | 有田郡   | 有田川町 | 大字小島     | 小島交差点 / 終点                   |

### 交差する鉄道
- 紀勢本線

### 沿線
- 藤白神社
- 有田川町立田殿小学校
- 有田川
- 田殿郵便局